# Listă de poeți austrieci
Această este o listă de poeți austrieci în ordine alfabetică:

## Poeți
- Abraham a Sancta Clara (1644–1709)
- H. C. Artmann (1921–2000)
- Alexander Graf von Auersperg (Anastasius Grün) (1806–1876)
- Eduard von Bauernfeld (1802–1890)
- Burggraf von Lienz (* secolul al XIII-lea)
- Marie Eugenie Delle Grazie (1864–1931)
- Der von Kürenberg (* sf. secolul al XIII-lea)
- Dietmar von Aist (înainte de 1140 – după 1171)
- Jeannie Ebner (1918–2004)
- Frauenlob (um 1250 – 1318)
- Gottfried von Neifen (bl. cca. 1230–1255)
- Catharina Regina von Greiffenberg (1633–1694)
- Ernst Jandl (1925–2000)
- Christine Lavant (1915–1973)
- Nikolaus Lenau (1802–1850)
- Daniel Casper von Lohenstein (1635–1683)
- Friederike Mayröcker (1924–2021)
- Franz Nabl (1883–1974)
- Neidhart von Reuenthal (secolul al XIII-lea)
- Oswald von Wolkenstein (cca 1377 – 1445)
- Ottokar aus der Gaal (cca 1265 – 1320)
- Rainer Maria Rilke (1875–1926)
- Reinmar der Alte (secolul al XII-lea)
- Ferdinand Sauter (1804–1854)
- Hans Werner Sokop (* 1942)
- Wilhelm Szabo (1901–1986)
- Tannhäuser (cca. 1245–1265)
- Georg Trakl (1887–1914)
- Ilka Maria Ungar (1879–1911)
- Ulrich von Liechtenstein (cca 1200 – 1275)
- Walther von der Vogelweide (cca 1170 – cca 1230)
- Franz Werfel (1890–1945)
- Bruder Wernher (cca 1225–1250)
- Josef Winkler (* 1953)
- Hansjörg Zauner (1959–2017)
- O. P. Zier (* 1954)
- Stefan Zweig (1881–1942)

## Vezi și
- Listă de scriitori austrieci
- Listă de dramaturgi austrieci